# グレイテスト・ヒッツ (ホワイトスネイクのアルバム)
『グレイテスト・ヒッツ』（Whitesnake's Greatest Hits）は、ホワイトスネイクが1994年に発表したベスト・アルバム。ホワイトスネイクのライヴ活動再開に合わせてリリースされたアルバムで、ゲフィン・レコードに移籍してからのスタジオ・アルバム3作の収録曲と、シングルで発表されたスタジオ・アルバム未収録曲を収録している。
全英アルバムチャートでは初登場4位となり、6週連続でトップ10入りした。アメリカでは、Billboard 200では161位止まりだったが1995年11月にはゴールドディスクに認定され、更に1998年9月にはプラチナディスクに認定された。

## 概要
「ヒア・アイ・ゴー・アゲイン」は、アルバム『白蛇の紋章〜サーペンス・アルバス』収録のヴァージョンとは異なるアレンジ・演奏によるシングル・ヴァージョンを収録。「ルッキング・フォー・ラヴ」と「ユーアー・ゴナ・ブレイク・マイ・ハート・アゲイン」は、『白蛇の紋章〜サーペンス・アルバス』のアメリカ盤や日本盤には収録されていない。これら3曲は、日本では独自企画のCD『1987ヴァージョン』で発表されていた。
アルバム『スライド・イット・イン』からの3曲はいずれも、ジョン・サイクスとニール・マーレイの演奏が収録されたアメリカ盤のヴァージョンが使用されている。「スウィート・レディ・ラック」は、アルバム『スリップ・オブ・ザ・タング』のレコーディング・セッションで録音された曲で、イギリス盤マキシ・シングル「ザ・ディーパー・ザ・ラヴ」のカップリング曲として発表された。
2022年5月、ヨーロッパでのフェアウェル・ツアー開始に合わせ、カヴァデール自らが全曲リミックス & リマスターを行った本作の新装盤『Greatest Hits: Revisited Remix Remastered MMXXII』が発売された。新装盤は「Here I Go Again」「Fool For Your Loving」「You're Gonna Break My Heart Again」など多数の収録曲にデレク・シェリニアンによるハモンド・オルガンが、「Slide It In」や「Give Me All Your Love」には当時のレコーディング・テープから発掘されたジョン・サイクスの未発表ギター・テイク、「The Deep The Love」や「Judgment Day」にはエイドリアン・ヴァンデンバーグによる新たなギター・ソロがリミックスにより追加されている。

## 収録曲

### オリジナル盤
1. スティル・オブ・ザ・ナイト - Still of the Night (David Coverdale, John Sykes) - 6:38
  - アルバム『白蛇の紋章〜サーペンス・アルバス』より。
2. ヒア・アイ・ゴー・アゲイン - Here I Go Again (Radio Mix) (D. Coverdale, Bernie Marsden) - 3:52
  - 1987年にシングルA面として発表。
3. イズ・ディス・ラヴ - Is This Love (D. Coverdale, J. Sykes) - 4:42
  - アルバム『白蛇の紋章〜サーペンス・アルバス』より。
4. ラヴ・エイント・ノー・ストレンジャー - Love Ain't No Stranger (D. Coverdale, M. Galley) - 4:18
  - アルバム『スライド・イット・イン』アメリカ盤より。
5. ルッキング・フォー・ラヴ - Looking for Love (D. Coverdale, J. Sykes) - 6:32
  - アルバム『白蛇の紋章〜サーペンス・アルバス』イギリス盤より。
6. ナウ・ユーアー・ゴーン - Now You're Gone (D. Coverdale, Adrian Vandenberg) - 4:11
  - アルバム『スリップ・オブ・ザ・タング』より。
7. スライド・イット・イン - Slide It in (D. Coverdale) - 3:20
  - アルバム『スライド・イット・イン』アメリカ盤より。
8. スロー・アンド・イージー - Slow An' Easy (D. Coverdale, Micky Moody) - 6:08
  - アルバム『スライド・イット・イン』アメリカ盤より。
9. ジャッジメント・デイ - Judgement Day (D. Coverdale, A. Vandenberg) - 5:15
  - アルバム『スリップ・オブ・ザ・タング』より。
10. ユーアー・ゴナ・ブレイク・マイ・ハート・アゲイン - You're Gonna Break My Heart Again (D. Coverdale, J. Sykes) - 4:10
  - アルバム『白蛇の紋章〜サーペンス・アルバス』イギリス盤より。
11. ザ・ディーパー・ザ・ラヴ - The Deeper the Love (D. Coverdale, A. Vandenberg) - 4:22
  - アルバム『スリップ・オブ・ザ・タング』より。
12. クライング・イン・ザ・レイン - Crying in the Rain (D. Coverdale) - 5:36
  - アルバム『白蛇の紋章〜サーペンス・アルバス』より。
13. フール・フォー・ユア・ラヴィング - Fool for Your Loving (D. Coverdale, B. Marsden, M. Moody) - 4:10
  - アルバム『スリップ・オブ・ザ・タング』より。
14. スウィート・レディ・ラック - Sweet Lady Luck (D. Coverdale, A. Vandenberg) - 4:32
  - マキシ・シングル「ザ・ディーパー・ザ・ラヴ」より。

### 2022年新装盤
1. スティル・オブ・ザ・ナイト - Still Of The Night (David Coverdale, John Sykes) - 6:50
2. ヒア・アイ・ゴー・アゲイン - Here I Go Again (D.Coverdale, Bernie Marsden) - 4:32
3. イズ・ディス・ラヴ - Is This Love (D.Coverdale, J.Sykes) - 5:03
4. ギヴ・ミー・オール・ユア・ラヴ - Give Me All Your Love (D.Coverdale, J.Sykes) - 3:13
5. ラヴ・エイント・ノー・ストレンジャー - Love Ain’t No Stranger (D.Coverdale,  Mel Galley) - 4:18
6. スライド・イット・イン - Slide It In (D.Coverdale) - 3:19
7. スロー・アンド・イージー - Slow An’ Easy (D.Coverdale, Micky Moody) - 6:09
8. 愛の掟 - Guilty Of Love (D.Coverdale) - 3:22
9. フール・フォー・ユア・ラヴィング - Fool For Your Loving (D.Coverdale, B.Marsden, M.Moody) - 4:11
10. ジャッジメント・デイ - Judgment Day (D.Coverdale, Adrian Vandenberg) - 5:22
11. ザ・ディーパー・ザ・ラヴ - The Deeper The Love (D.Coverdale, A.Vandenberg) - 4:08
12. ナウ・ユーアー・ゴーン - Now You’re Gone (D.Coverdale, A.Vandenberg) - 4:10
13. スウィート・レディ・ラック - Sweet Lady Luck (D.Coverdale, A.Vandenberg) - 4:36
14. ユーアー・ゴナ・ブレイク・マイ・ハート・アゲイン - You’re Gonna Break My Heart Again (D.Coverdale, J.Sykes) - 4:16
15. クライング・イン・ザ・レイン - Crying In The Rain (D.Coverdale)- 5:47
16. フォーエヴァーモア - Forevermore (D.Coverdale, Doug Aldrich) - 7:05

## 参加ミュージシャン
- デイヴィッド・カヴァデール - ボーカル
- ジョン・サイクス - ギター (on 1. 3. 4. 5. 7. 8. 10. 12.)
- メル・ギャレー - ギター (on 4. 7. 8.)
- ミッキー・ムーディ - ギター・ソロ (on 4.)、スライドギター(on 8.)
- ダン・ハフ - ギター (on 2.)
- スティーヴ・ヴァイ - ギター (on 6. 9. 11. 13. 14.)
- ニール・マーレイ - ベース (on 1. 3. 4. 5. 7. 8. 10. 12.)
- ルディ・サーゾ - ベース (on 6. 9. 11. 13. 14.)
- コージー・パウエル - ドラムス (on 4. 7. 8.)
- エインズレー・ダンバー - ドラムス (on 1. 3. 5. 10. 12.)
- デニー・カーマッシ - ドラムス (on 2.)
- トミー・アルドリッジ - ドラムス (on 6. 9. 11. 13. 14.)
- ジョン・ロード - キーボード (on 4. 7. 8.)
- ドン・エイリー - キーボード (on 1. 3. 5. 6. 9. 10. 12.)
- ビル・クオモ - キーボード、シンセ・ベース (on 2.)
- クロード・ガウデット - キーボード (on 6. 9. 11.)
- デヴィッド・ローゼンサル - キーボード (on 11.)
- アラン・パスクァ - キーボード (on 13.)
- The Fabulosa Brothers - バッキング・ボーカル (on 4. 7.)
- The Big 'Eads - バッキング・ボーカル (on 8.)
- トミー・ファンダーバーク - バッキング・ボーカル (on 2. 6. 9. 11. 13. 14.)
- リチャード・ペイジ - バッキング・ボーカル (on 6.)
- グレン・ヒューズ - バッキング・ボーカル (on 13.)